# Иван Лорковић
Иван Лорковић (Загреб, 17. јун 1876 — Загреб, 24. фебруар 1926), политичар, припадник организације Уједињена хрватска и српска академска омладина.
Основао Напредну странку (1904) и увео је у Хрватско-српску коалицију. Био гл. уредник органа странке Покреш. Због неслагања око југословенског питања напустио коалицију (1918) и приступио новооснованој Хрватској заједници (1919). Са Стјепаном Радићем и другима ушао у тзв. Хрватски блок. Био присталица републиканског уређења. Иако је Лорковић био југословенског убеђења, његови синови Младен и Блаж били су усташе и ратни злочинци.